# Liliane Varone
Pour les articles homonymes, voir Varone (homonymie).
Liliane Varone née le 21 janvier 1944 à Sion, est une journaliste suisse. Elle est connue pour ses articles concernant l'affaire Savro et des affaires de corruption.

## Biographie

### Formation et débuts
Sa scolarité se déroule à Sion, avec un bref passage au pensionnat St-Joseph à Monthey[réf. nécessaire]. Sa formation est marquée par l'omniprésence des sœurs Ursulines qui lui reprochent l’anticléricalisme affiché de son père une absence de mérite et d'effort en raison d'une « facilité » érigée en défaut.
Deux jours après son mariage, en 1963, elle entre à la rédaction du Nouvelliste. Première journaliste professionnelle du Valais, elle devient rapidement, à l'âge de 23 ans, secrétaire de rédaction. Elle est la première à tenir des chroniques judiciaires et crée une page consacrée à la jeunesse et une autre consacrée aux femmes. Le rédacteur en chef André Luisier accepte qu'elle signe ses articles avec son nom de jeune fille. En 1964, elle signe une page complète en faveur du suffrage féminin, alors même qu'André Luisier combat ce droit accordé aux femmes jusqu'à la veille de la votation décisive. Elle quitte le Nouvelliste en 1967 et enseigne le français pendant deux ans dans une école de commerce.
En 1969, elle entre à La Tribune de Lausanne et commence une période d'enquêtes, de scoops et de grandes « bagarres », notamment avec le Nouvelliste[réf. nécessaire]. Elle y écrit de nombreux articles,,,, notamment en compagnie de Jean Bonnard.
En 1981, elle entre à la Radio suisse romande, en qualité de cheffe du groupe reportage ; accréditée au Tribunal fédéral,[réf. nécessaire] elle couvre les sessions des chambres fédérales et de gros événements comme la prise d'otage à l'ambassade de Pologne à Berne,.
En 1986, elle entre au journal La Suisse, dont elle est la correspondante en Valais, puis à la Télévision suisse romande de 1988 à 2005, date à laquelle elle prend sa retraite anticipée.

### Vie privée
Liliane Varone est la cadette d'une fratrie de trois enfants.[réf. nécessaire] Son grand-père paternel est le fondateur du Parti radical-démocratique du district de Sion. Son père adhère au Parti socialiste dans les années 1950.
Elle se marie à 19 ans et divorce en 1968. Elle élève seule sa fille, étant entendu que dans ces années-là, ce combat est difficile. Après son divorce, elle se bat également pour retrouver sa bourgeoisie d'origine. En 1974, elle obtient par décision du Conseil d’État que sa fille porte son nom.[réf. nécessaire]
Elle se dit agnostique.
Elle partage pendant 39 ans la vie de Peter Bloetzer, politicien, ancien conseiller aux États PDC valaisan,.

### La Varone
Ses compatriotes valaisans la surnomment « La Varone ».
Elle met en lumière de scandales tels que l'affaire Savro, du nom de l'entreprise dont le principal protagoniste, André Filippini, est reconnu coupable de mélanger ses intérêts personnels avec ceux de l'État du Valais. Cela lui vaut d'être qualifiée d'« oiseau qui salit son nid », de "honte du canton", de "femme facile"[réf. nécessaire] et de « toque à nous »,. Sa fille, âgée de 13 ans, est suivie et menacée, à tel point qu'une protection policière est nécessaire. Elle révèle également dans les années 1970 les méfaits dus aux émanations du fluor de l'industrie chimique du canton,.
Dans son autobiographie, André Luisier cite les bras de fer et les coups de plume entre Liliane Varone et lui-même. Il met par ailleurs en doute la vérification de ses sources : « Lors de nos discussion, Liliane Varone devait bien admettre qu'elle se contentait souvent de lancer des pavés dans la mare pour faire bouger les gens ou pour en savoir plus. En fait, elle ne vérifiait pas tout ce qu'elle écrivait. Elle n'allait pas aux sources officielles. Elle avait tendance à exagérer, etc. ». Propos formellement démentis[réf. nécessaire] à l'époque de la publication de l'ouvrage.
Liliane Varone est l'auteur de perles telles que "Concile de 30" pour le concile de Trente, "chevaliers brayards", pour le chevalier Bayard, etc., ce qui semble contredire l'extrême rigueur dont elle se prévaut lors d'une interview en 2014 : « Dans toute ma carrière - c'est peut-être de la vantardise -, mais je n'ai jamais eu besoin de faire des rectifications. J'ai toujours vérifié. Les grandes affaires, je n'ai jamais eu une virgule de fausse. C'est la vérification des sources. Malgré tout une énorme rigueur, une emmerdeuse mais avec de la rigueur ».
Ses articles politiques lui valent bien des inimitiés et renforcent son image négative auprès de ses compatriotes valaisans[réf. nécessaire]. Ses positions relatives à la congrégation de Mgr Marcel Lefebvre, fondateur de la Fraternité sacerdotale saint Pie X en 1970 à Écône, lui valent menaces et injures.

### Autres activités
Elle préside à partir de 2016 la fondation musique sacrée et maîtrise de la cathédrale de Sion, poste occupé pour la première fois par une femme[réf. nécessaire].

### Reconnaissance
En 2015, le journal Le Temps salue « la combattante » des années 1970-80, dont l’État du Valais reconnait finalement les qualités journalistiques en décidant de financer le tournage d'un portrait filmé par l'Association Films Plans-Fixes. Ce film est présenté le 10 décembre 2014 à Sion. Son interlocuteur est le sociologue Bernard Crettaz.
Dans ce documentaire, elle révèle que l'une de ses sources privilégiées de l'époque est l'ancien conseiller d'État Guy Genoud.